# 黃朝貴
黃朝貴（？—），臺灣檢察官，國立政治大學法律系、中正大學法律研究所畢業。

## 檢察官生涯
曾任雲林地檢署主任檢察官、高雄地檢署主任檢察官、屏東地檢署檢察官、金門地檢署檢察官、臺灣高等法院檢察署檢察官、臺灣高等法院臺南分院檢察署檢察官。偵辦過台南市市長施治明天闕大樓案、屏東縣議長鄭太吉殺人案、金門縣縣長陳水在金酒案、台南縣縣長蘇煥智賄選案、台南市市長許添財海安路地下街弊案、立委廖福本偽造奇美電子股票案等案。

## 爭議

### 草率起訴臺商王大木成冤案
1998年11月16日，臺商王大木遭姻親林根本夥同刑警王慶樑陷害，被提報流氓，成為治平專案的取締對象。1999年2月14日，不知情的王大木從中國大陸回到臺灣，一下飛機入境高雄國際機場，旋即遭航警拘提，羈押40天後，被依《懲治盜匪條例》起訴，官司前後纏訟6年，於2005年7月7日 ，宣判無罪定讞，事後王大木的妻子王謝芳子在接受媒體採訪時表示：“先生被誣告案害慘了，同業不願跟他繼續合作，這幾年來事業受波及停擺，個人名譽與生活都受嚴重打擊與影響。”同年8月，王大木對於時任臺灣高等法院臺南分院檢察署檢察官黃朝貴罔顧重大證據上的出入逕予起訴一事氣憤難平，向法務部檢舉黃朝貴涉有瀆職罪嫌。2009年3月5日，監察院監察委員高鳳仙認為黃朝貴偵辦渠被訴強盜等案件，涉未詳查事證，未傳即拘，濫權羈押，草率起訴造成冤獄，違反公務員服務法第5條、第7條之規定，爰依法提案通過彈劾，並記過一次。

### 疑似歧視外籍勞工
2013年8月11日，黃朝貴在臉書張貼圖文：「臺北車站已被外勞攻陷，吃飯、睡覺，野餐，擠滿車站，政府再不處理，不僅有礙觀瞻，也會出亂子。」引發部分網友質疑是在歧視外勞。黃朝貴對此則表示：「臺北車站是交通轉運的要地，不是讓群眾聚集與休息的地方，他也絕無歧視外勞之意，只是以一名搭車乘客發表心聲。」

### 質疑天下雜誌民調可信度
2013年9月3日，黃朝貴深夜在臉書PO文指出，天下雜誌曾在2年內以限制性招標拿到台南市政府5項工程近400萬元，包括2個平面雜誌宣導案各90萬元，因此質疑天下民調的可信度。隨後在壓力下文章撤下。天下雜誌在官網表示，該言論已對天下雜誌造成名譽傷害，要求黃朝貴公開澄清。面對天下雜誌的聲明，黃朝貴則在次日晚間近10點時在臉書po文道歉「在經了解天下雜誌關於市長滿意度調查，乃依隨機抽樣記錄，且天下雜誌內部分工為編輯和業務分開作業，調查結果與業務無關，本人因不了解作業程序，致在臉書質疑其民調結果，在此公開向天下雜誌致歉，造成天下雜誌困擾，甚感抱歉。」

## 著作
- 《自我的存在與社會》
- 《永遠的天使-一個檢察官的故事》，水牛公司出版社[20]